# Pigża (powiat toruński)
Pigża (niem. Ernstrode) – wieś w Polsce położona w województwie kujawsko-pomorskim, w powiecie toruńskim, w gminie Łubianka.
W latach 1975–1998 miejscowość administracyjnie należała do województwa toruńskiego. Według Narodowego Spisu Powszechnego (III 2011 r.) liczyła 1227 mieszkańców. Jest drugą co do wielkości miejscowością gminy Łubianka.